# Belagerung von Karak (1183)
Montgisard – Jakobsfurt – Karak (I) – Cresson – Karak (II) – Hattin – Jerusalem – Tyrus – Belvoir
Die Belagerung von Karak war ein Ereignis während des Krieges zwischen den Ayyubiden und dem Kreuzfahrer-Königreich Jerusalem.

## Vorgeschichte
Die östlich des Toten Meeres gelegenen Burg Karak bildete damals das Zentrum der Herrschaft Oultrejordain. Die Burg war erst 1140 errichtet worden und wirkte als Schutzschild für die inneren Gebiete des Königreichs Jerusalem. Zudem lag sie an einem strategisch wichtigen Karawanenweg von Syrien nach Ägypten und Arabien. Seit 1176 war Rainald von Châtillon Herr von Karak und Oultrejordain. Dieser verübte trotz geschlossener Waffenstillstandsvereinbarungen mit den Muslimen immer wieder Überfälle auf muslimische Karawanen und unterhielt sogar eine Piratenflotte im Roten Meer die Angriffe auf Pilgerschiffe auf dem Weg nach Mekka durchführte.
Als Antwort auf Rainalds Angriffe und zur Sicherung seiner strategischen Interessen führte Saladin ein Heer nach Karak und begann am 20. November 1183 mit der Belagerung der Burg.

## Die Belagerung
Obwohl die Verteidiger von der Ankunft des muslimischen Heeres überrascht waren, gelang es ihnen, sich in die Befestigungsanlagen zurückzuziehen. Daraufhin ließ Saladin die Festung mit neun Belagerungsmaschinen beschießen. Rainald fühlte sich in seiner gut ausgebauten Burg so wenig bedroht, dass er nicht einmal die gerade im Gang befindliche Hochzeit unterbrach. Damals heiratete Rainalds Stiefsohn Humfried IV. von Toron die erst elfjährige Isabella von Jerusalem. Stephanie von Milly, die Ehefrau Rainalds und Mutter Humfrieds konnte Saladin dazu bewegen, den Turm, in dem die Hochzeit gefeiert wurde, während der Feierlichkeiten nicht zu beschießen – während der Angriff auf den Rest der Burg ungehindert weiterging.

## Das Ende der Belagerung
Schließlich stellte Balduin IV. ein Entsatzheer unter Führung von Raimund III. von Tripolis auf, aber er bestand darauf, in einer Sänfte selbst mitzuziehen. Als das Heer heranrückte, zog sich Saladin zurück und Balduin zog im Triumph in die Burg ein. Saladin versuchte später, 1184, ein zweites Mal die Burg einzunehmen, aber Balduin stellte wieder ein Entsatzheer auf und Saladin zog sich erneut zurück.